# فهرست قسمت‌های بریکینگ بد

برکینگ بد یک مجموعه تلویزیونی آمریکایی درام ساخته وینس گیلیگان است که از سال ۲۰۰۸ از شبکه کابلی ای‌ام‌سی پخش می‌شود. داستان مجموعه در مورد والتر وایت (برایان کرانستون) یک معلم ۵۰ ساله شیمی در دبیرستان در البوکرکی، نیومکزیکو است. بعد از آنکه وایت از سرطان ریه خود آگاه می‌شود برای برآورده کردن نیازهای مالی خانواده خود در آینده، به همراه دانش‌آموز سابقش جسی پینکمن و استفاده از علم شیمی خود رو به ساخت شیشه می‌آورد.

## نمای کلی مجموعه
| فصل  | قسمت‌ها | قسمت‌ها | تاریخ اصلی روی آنتن رفتن | تاریخ اصلی روی آنتن رفتن | تاریخ اصلی روی آنتن رفتن |
| فصل  | قسمت‌ها | قسمت‌ها | اولین بار                | آخرین بار                | شبکه                     |
| ---- | ------ | ------ | ------------------------ | ------------------------ | ------------------------ |
| ۱    | ۷      | ۷      | ۲۰ ژانویه ۲۰۰۸           | ۹ مارس ۲۰۰۸              | ای‌ام‌سی                   |
| ۲    | ۱۳     | ۱۳     | ۸ مارس ۲۰۰۹              | ۳۱ مه ۲۰۰۹               | ای‌ام‌سی                   |
| ۳    | ۱۳     | ۱۳     | ۲۱ مارس ۲۰۱۰             | ۱۳ ژوئن ۲۰۱۰             | ای‌ام‌سی                   |
| ۴    | ۱۳     | ۱۳     | ۱۷ ژوئیه ۲۰۱۱            | ۹ اکتبر ۲۰۱۱             | ای‌ام‌سی                   |
| ۵    | ۱۶     | ۸      | ۱۵ ژوئیه ۲۰۱۲            | ۲ سپتامبر ۲۰۱۲           | ای‌ام‌سی                   |
| ۵    | ۱۶     | ۸      | ۱۱ اوت ۲۰۱۳              | ۲۹ سپتامبر ۲۰۱۳          | ای‌ام‌سی                   |
| فیلم | فیلم   | فیلم   | ۱۱ اکتبر ۲۰۱۹            | ۱۱ اکتبر ۲۰۱۹            | نتفلیکس                  |

## قسمت‌ها

### فصل ۱ (۲۰۰۸)
| شم. کلی | شم. در فصل | عنوان                      | کارگردان      | نویسنده      | تاریخ انتشار اصلی | آمریکا تعداد بیننده (میلیون) |
| ------- | ---------- | -------------------------- | ------------- | ------------ | ----------------- | ---------------------------- |
| ۱       | ۱          | «سربرنامه»                 | وینس گیلیگان  | وینس گیلیگان | ۲۰ ژانویه ۲۰۰۸    | ۱٫۴۱                         |
| ۲       | ۲          | «گربه در کیسه است...»      | آدام برنستین  | وینس گیلیگان | ۲۷ ژانویه ۲۰۰۸    | ۱٫۴۹                         |
| ۳       | ۳          | «...و کیسه در رودخانه است» | آدام برنیستون | وینس گیلیگان | ۱۰ فوریه ۲۰۰۸     | ۱٫۰۸                         |
| ۴       | ۴          | «مرد سرطانی»               | جیم مک‌کی      | وینس گیلیگان | ۱۷ فوریه ۲۰۰۸     | ۱٫۰۹                         |
| ۵       | ۵          | «ماده خاکستری»             | ترکیا براک    | پتی لین      | ۲۴ فوریه ۲۰۰۸     | ۰٫۹۷                         |
| ۶       | ۶          | «مشتی دیوانه از هیچ»       | برونون هیوز   | جرج ماستراس  | ۲ مارس ۲۰۰۸       | ۱٫۰۷                         |
| ۷       | ۷          | «یک معامله بدون خشونت»     | تیم هانتر     | پتر گولد     | ۹ مارس ۲۰۰۸       | ۱٫۵۰                         |

### فصل ۲ (۲۰۰۹)
| شم. کلی | شم. در فصل | عنوان                     | کارگردان        | نویسنده                   | تاریخ انتشار اصلی | آمریکا تعداد بیننده (میلیون) |
| ------- | ---------- | ------------------------- | --------------- | ------------------------- | ----------------- | ---------------------------- |
| ۸       | ۱          | «هفت و سی‌وهفت»            | برایان کرانستون | J. Roberts                | ۸ مارس ۲۰۰۹       | ۱٫۶۶                         |
| ۹       | ۲          | «گریل شده»                | چارلز هاید      | جرج ماستراس               | ۱۵ مارس ۲۰۰۹      | ۱٫۶۰                         |
| ۱۰      | ۳          | «گزش توسط یک زنبور مرده»  | تری مک‌دانا      | پتر گولد                  | ۲۲ مارس ۲۰۰۹      | ۱٫۱۳                         |
| ۱۱      | ۴          | «سقوط»                    | جان دال         | سم کاتلین                 | ۲۹ مارس ۲۰۰۹      | ۱٫۲۹                         |
| ۱۲      | ۵          | «خسارت»                   | یوهان رنک       | مویرا ولی-بیکت            | ۵ آوریل ۲۰۰۹      | ۱٫۲۱                         |
| ۱۳      | ۶          | «دالی موشه»               | Peter Medak     | J. Roberts و وینس گیلیگان | ۱۲ آوریل ۲۰۰۹     | ۱٫۴۱                         |
| ۱۴      | ۷          | «سیاه و آبی»              | فلیکس آلکالا    | جان شیبان                 | ۱۹ آوریل ۲۰۰۹     | ن/م                          |
| ۱۵      | ۸          | «بهتره با سال تماس بگیری» | تری مک‌دانا      | پتر گولد                  | ۲۶ آوریل ۲۰۰۹     | ۱٫۰۴                         |
| ۱۶      | ۹          | «۴ روز بیرون»             | میشل مک‌لارن     | سم کاتلین                 | ۳ مه ۲۰۰۹         | ن/م                          |
| ۱۷      | ۱۰         | «برفراز»                  | فیل آبراهام     | مویرا ولی-بیکت            | ۱۰ مه ۲۰۰۹        | ن/م                          |
| ۱۸      | ۱۱         | «ماندالا»                 | Adam Bernstein  | جرج ماستراس               | ۱۷ مه ۲۰۰۹        | ن/م                          |
| ۱۹      | ۱۲         | «فینیکس»                  | کالین باکسی     | جان شیبان                 | ۲۴ مه ۲۰۰۹        | ن/م                          |
| ۲۰      | ۱۳         | «ای‌بی‌کیو»                 | Adam Bernstein  | وینس گیلیگان              | ۳۱ مه ۲۰۰۹        | ۱٫۵۰                         |

### فصل ۳ (۲۰۱۰)
| شم. کلی | شم. در فصل | عنوان          | کارگردان        | نویسنده                    | تاریخ انتشار اصلی | آمریکا تعداد بیننده (میلیون) |
| ------- | ---------- | -------------- | --------------- | -------------------------- | ----------------- | ---------------------------- |
| ۲۱      | ۱          | «بیشتر نه»     | برایان کرانستون | وینس گیلیگان               | ۲۱ مارس ۲۰۱۰      | ۱٫۹۵                         |
| ۲۲      | ۲          | «اسب بدون نام» | Adam Bernstein  | پتر گولد                   | ۲۸ مارس ۲۰۱۰      | ۱٫۵۵                         |
| ۲۳      | ۳          | «آی.اف.تی.»    | میشل مک‌لارن     | جرج ماستراس                | ۴ آوریل ۲۰۱۰      | ۱٫۳۳                         |
| ۲۴      | ۴          | «چراغ سبز»     | Scott Winant    | سم کاتلین                  | ۱۱ آوریل ۲۰۱۰     | ۱٫۴۶                         |
| ۲۵      | ۵          | «بیشتر»        | یوهان رنک       | مویرا ولی-بیکت             | ۱۸ آوریل ۲۰۱۰     | ۱٫۶۱                         |
| ۲۶      | ۶          | «غروب»         | جان شیبان       | جان شیبان                  | ۲۵ آوریل ۲۰۱۰     | ۱٫۶۴                         |
| ۲۷      | ۷          | «یک دقیقه»     | میشل مک‌لارن     | توماس اشنوز                | ۲ مه ۲۰۱۰         | ۱٫۵۲                         |
| ۲۸      | ۸          | «می‌بینمت»      | کالین باکسی     | جنیفر هاتچیسون             | ۹ مه ۲۰۱۰         | ۱٫۷۸                         |
| ۲۹      | ۹          | «کافکایی»      | مایکل اسلوویس   | پتر گولد و جرج ماستراس     | ۱۶ مه ۲۰۱۰        | ۱٫۶۱                         |
| ۳۰      | ۱۰         | «مگس»          | ریان جانسن      | سم کاتلین و مویرا ولی-بیکت | ۲۳ مه ۲۰۱۰        | ۱٫۲۰                         |
| ۳۱      | ۱۱         | «آبیکیو»       | میشل مک‌لارن     | جان شیبان و توماس اشنوز    | ۳۰ مه ۲۰۱۰        | ۱٫۳۲                         |
| ۳۲      | ۱۲         | «اقدامات ناقص» | Adam Bernstein  | سم کاتلین و پتر گولد       | ۶ ژوئن ۲۰۱۰       | ۱٫۱۹                         |
| ۳۳      | ۱۳         | «اقدام کامل»   | وینس گیلیگان    | وینس گیلیگان               | ۱۳ ژوئن ۲۰۱۰      | ۱٫۵۶                         |

### فصل ۴ (۲۰۱۱)
| شم. کلی | شم. در فصل | عنوان              | کارگردان       | نویسنده                      | تاریخ انتشار اصلی | آمریکا تعداد بیننده (میلیون) |
| ------- | ---------- | ------------------ | -------------- | ---------------------------- | ----------------- | ---------------------------- |
| ۳۴      | ۱          | «کاتر»             | Adam Bernstein | وینس گیلیگان                 | ۱۷ ژوئیه ۲۰۱۱     | ۲٫۵۸                         |
| ۳۵      | ۲          | «سی‌وهشتِ لوله‌کوتاه» | میشل مک‌لارن    | جرج ماستراس                  | ۲۴ ژوئیه ۲۰۱۱     | ۱٫۹۷                         |
| ۳۶      | ۳          | «بازدید آزاد»      | دیوید اسلید    | سم کاتلین                    | ۳۱ ژوئیه ۲۰۱۱     | ۱٫۷۱                         |
| ۳۷      | ۴          | «نقاط گلوله»       | کالین باکسی    | مویرا ولی-بیکت               | ۷ اوت ۲۰۱۱        | ۱٫۸۳                         |
| ۳۸      | ۵          | «شات‌گان»           | میشل مک‌لارن    | توماس اشنوز                  | ۱۴ اوت ۲۰۱۱       | ۱٫۷۵                         |
| ۳۹      | ۶          | «در تنگنا»         | مایکل اسلوویس  | جنیفر هاتچیسون               | ۲۱ اوت ۲۰۱۱       | ۱٫۶۷                         |
| ۴۰      | ۷          | «سگ مشکل‌ساز»       | پتر گولد       | پتر گولد                     | ۲۸ اوت ۲۰۱۱       | ۱٫۹۱                         |
| ۴۱      | ۸          | «هرمانوس»          | یوهان رنک      | سم کاتلین و جرج ماستراس      | ۴ سپتامبر ۲۰۱۱    | ۱٫۹۸                         |
| ۴۲      | ۹          | «حشره»             | تری مک‌دانا     | مویرا ولی-بیکت و توماس اشنوز | ۱۱ سپتامبر ۲۰۱۱   | ۱٫۸۹                         |
| ۴۳      | ۱۰         | «سلامتی»           | میشل مک‌لارن    | پتر گولد و جنیفر هاتچیسون    | ۱۸ سپتامبر ۲۰۱۱   | ۱٫۸۰                         |
| ۴۴      | ۱۱         | «گربه رو»          | Scott Winant   | جرج ماستراس و سم کاتلین      | ۲۵ سپتامبر ۲۰۱۱   | ۱٫۵۵                         |
| ۴۵      | ۱۲         | «پایان زمان»       | وینس گیلیگان   | توماس اشنوز و مویرا ولی-بیکت | ۲ اکتبر ۲۰۱۱      | ۱٫۷۳                         |
| ۴۶      | ۱۳         | «رویارویی»         | وینس گیلیگان   | وینس گیلیگان                 | ۹ اکتبر ۲۰۱۱      | ۱٫۹۰                         |

### فصل ۵ (۲۰۱۲-۱۳)
| '  |    |                         |                 |                |                 |       |
| ۴۷ | ۱  | «آزاد زندگی کن یا بمیر» | مایکل اسلوویس   | وینس گیلیگان   | ۱۵ ژوئیه ۲۰۱۲   | ۲٫۹۳  |
| ۴۸ | ۲  | «مادریگال»              | میشل مک‌لارن     | وینس گیلیگان   | ۲۲ ژوئیه ۲۰۱۲   | ۲٫۲۹  |
| ۴۹ | ۳  | «پرداخت خطر»            | Adam Bernstein  | پتر گولد       | ۲۹ ژوئیه ۲۰۱۲   | ۲٫۲۰  |
| ۵۰ | ۴  | «پنجاه و یک»            | ریان جانسن      | سم کاتلین      | ۵ اوت ۲۰۱۲      | ۲٫۲۹  |
| ۵۱ | ۵  | «کرایهٔ فضای مرده»       | جرج ماستراس     | جرج ماستراس    | ۱۲ اوت ۲۰۱۲     | ۲٫۴۸  |
| ۵۲ | ۶  | «خرید سهام»             | کالین باکسی     | جنیفر هاتچیسون | ۱۹ اوت ۲۰۱۲     | ۲٫۸۱  |
| ۵۳ | ۷  | «اسم منو بگو»           | توماس اشنوز     | توماس اشنوز    | ۲۶ اوت ۲۰۱۲     | ۲٫۹۸  |
| ۵۴ | ۸  | «رد شدن از همه»         | میشل مک‌لارن     | مویرا ولی-بیکت | ۲ سپتامبر ۲۰۱۲  | ۲٫۷۸  |
| '  |    |                         |                 |                |                 |       |
| ۵۵ | ۹  | «پول خون»               | برایان کرانستون | پتر گولد       | ۱۱ اوت ۲۰۱۳     | ۵٫۹۲  |
| ۵۶ | ۱۰ | «مدفون»                 | میشل مک‌لارن     | توماس اشنوز    | ۱۸ اوت ۲۰۱۳     | ۴٫۷۷  |
| ۵۷ | ۱۱ | «اعترافات»              | مایکل اسلوویس   | جنیفر هاتچیسون | ۲۵ اوت ۲۰۱۳     | ۴٫۸۵  |
| ۵۸ | ۱۲ | «سگ هار»                | سم کاتلین       | سم کاتلین      | ۱ سپتامبر ۲۰۱۳  | ۴٫۴۱  |
| ۵۹ | ۱۳ | «توحاجییلی»             | میشل مک‌لارن     | جرج ماستراس    | ۸ سپتامبر ۲۰۱۳  | ۵٫۱۱  |
| ۶۰ | ۱۴ | «اوزیماندیاس»           | ریان جانسن      | مویرا ولی-بیکت | ۱۵ سپتامبر ۲۰۱۳ | ۶٫۳۷  |
| ۶۱ | ۱۵ | «ایالت گرانیت»          | پتر گولد        | پتر گولد       | ۲۲ سپتامبر ۲۰۱۳ | ۶٫۵۸  |
| ۶۲ | ۱۶ | «فلینا»                 | وینس گیلیگان    | وینس گیلیگان   | ۲۹ سپتامبر ۲۰۱۳ | ۱۰٫۲۸ |